# Re di Roma (estación)
Re di Roma es una estación de la línea A del Metro de Roma. Fue inaugurada en 1980 y es completamente subterránea; y se ubica en la via Appia Nuova, bajo la Piazza Re di Roma, de la cual proviene el nombre de la estación.
En su vestíbulo posee mosaicos de los artistas François Morellet y Carla Accardi, ambos ganadores del Premio Artemetro Roma.

## Historia
La estación Re di Roma fue construida como parte de la primera sección construida de la línea A del metro, que entró en servicio el 16 de febrero de 1980 desde Ottaviano a Anagnina.